# Zbigniew Osuchowski
Zbigniew Zygmunt Osuchowski (ur. 22 stycznia 1909 w Warszawie, zm. 14 października 1944 w Kirchhellen) – kapitan obserwator, żołnierz Wojska Polskiego i Polskich Sił Zbrojnych, kawaler Virtuti Militari.

## Życiorys
Syn Kazimierza i Wandy z domu Maciejewskiej. Ukończył Szkołę Podchorążych Lotnictwa z 54. lokatą i 15 sierpnia 1929 r. otrzymał promocję na stropień podporucznika obserwatora. Został przydzielony do 6 pułku lotniczego, w którym służył w 62 eskadrze liniowej. W 1933 roku został mianowany porucznikiem. 21 sierpnia 1934 r. brał udział w grupowym przelocie nocnym z Poznania do Lwowa w załodze z kpr. pil. Mieczysław Halicki. Z powodu braku paliwa załoga była zmuszona do skoku ze spadochronem. W 1934 r. został skierowany na studia w Centralnym Instytucie Wychowania Fizycznego i Politechnice Warszawskiej, które ukończył w czerwcu 1938 roku. Następnie został skierowany w roli instruktora do Centrum Wyszkolenia Lotnictwa nr 1, gdzie służył do sierpnia 1939 r.
W czasie kampanii wrześniowej dowodził I plutonem eskadry ćwiczebnej obserwatorów SPL-Dęblin i wykonywał loty rozpoznawcze dla dowódcy obrony Łucka. Do jego plutonu przyłączyło się kilku lotników czechosłowackich, m.in. plut. pil. Josef František. 20 września jego pluton został przydzielony do Grupy operacyjnej dowodzonej przez płk. Stefana Hanka-Kulesza. 22 września pluton przekroczył granicę z Rumunią.
Przedostał się do Francji, a następnie do Wielkiej Brytanii gdzie wstąpił do Polskich Sił Powietrznych i otrzymał numer służbowy RAF P-0266. Następnie, m.in. w 18 Operational Training Unit, przeszedł przeszkolenie na sprzęcie brytyjskim i został przydzielony do dywizjonu bombowego 300 jako nawigator. Po odbyciu tury bojowej i odpoczynku zgłosił się ponownie do latania. Zginął 14 października 1944 r. podczas nalotu na Duisburg. Jego Avro Lancaster Mk. I (BH-R\NF959) został zestrzelony przez artylerię przeciwlotniczą nad Kirchhellen. Został pochowany na cmentarzu żołnierzy brytyjskich w Kleve Reichswald Forest, działka 20, rząd E grób 14.

## Ordery i odznaczenia
Za swą służbę otrzymał odznaczenia:
- Polowa Odznaka Obserwatora,
- Krzyż Srebrny Virtuti Militari nr 8496,
- Krzyż Walecznych – dwukrotnie,
- Medal Lotniczy – trzykrotnie.